# Société du parler français au Canada
La Société du parler français au Canada (SPFC) est une société savante qui œuvre à l'étude de la langue française au Canada au courant du XXe siècle. Fondée le 18 février 1902 par Adjutor Rivard et Stanislas-Alfred Lortie, deux professeurs de l'Université Laval, elle a fait d'importantes contributions à la lexicographie au Québec et au Canada.
Les travaux de la SPFC se sont poursuivis jusqu'en 1962. En 2002, l'Université Laval, l'Université du Québec à Chicoutimi et l'Université de Sherbrooke ont célébré le centième anniversaire de sa fondation dans un colloque présidé par Bernard Quemada au Musée de la civilisation. L'histoire de l'organisation a fait l'objet d'un livre du linguiste Louis Mercier.

## Membres fondateurs
Les membres fondateurs de la SPFC, au nombre de 24, comprenaient huit professeurs de l'Université Laval et neuf membres du clergé catholique :
- Thomas Chapais
- Adélard Turgeon
- Pierre Boucher de la Bruère
- Paul de Cazes
- Narcisse-Eutrope Dionne
- Eugène Rouillard
- Alexandre Bélinge
- Ludovic Brunet
- Joseph-Évariste Prince
- Adjutor Rivard
- Cyrille Tessier
- Jules Dorion
- Arthur Vallée
- Nazaire Levasseur
- Jules-Paul Tardivel
- Benoît-Philippe Garneau
- Amédée Gosselin
- Victor-Alphonse Huard
- Joseph-Clovis-Kemner Laflamme
- Stanislas-Alfred Lortie
- Olivier-Elzéar Mathieu
- François Pelletier
- Camille Roy
- Henri Simard

## Plan d'études
À sa fondation, la SPFC se donne un plan d'études qu'elle publie dans son premier bulletin :
- L'étude de la philologie française, et particulièrement l'étude de la langue française au Canada dans son histoire, son caractère et ses conditions d'existence;

- L'examen des dangers qui menacent le parler français au Canada : influence du milieu, contact habituel et nécessaire avec des idiomes étrangers, déformation graduelle du langage populaire laissé à lui-même, tendances décadentes de la langue dans la littérature, le commerce et l'industrie modernes, et goût trop prononcé pour quelques formes vieillies;

- La recherche des meilleurs moyens de défendre la langue de ces dangers divers, de lui restituer ce qu'elle a perdu, et de restaurer ses expressions déjà déformées, tout en lui conservant son caractère particulier;

- Les œuvres propres à faire du parler français au Canada un langage qui réponde à la fois au progrès naturel de l'idiome et au respect de la tradition, aux exigences de conditions sociales nouvelles et au génie de la langue française;

- La publication et la propagande d'ouvrages, d'études et de bulletins assortis à ce dessein.

## Activités
Elle publie un bulletin de sa fondation en 1902 jusqu'en 1918 et met sur pied deux des trois Congrès de la langue française au Canada (1912, 1937 et 1952).
L’Académie française lui décerne le prix Saintour en 1910.
En 1930, la Société publie le Glossaire du parler français au Canada, fruit de ses recherches de quelque trente années. Le glossaire est encore aujourd'hui une référence pour les chercheurs.

## Présidents
Les personnes suivantes ont exercé la présidence de la Société :
| Nom                         | Portrait | Mandat    |
| --------------------------- | -------- | --------- |
| Adélard Turgeon             |          | 1902-1903 |
| Pierre Boucher de la Bruère |          | 1903-1906 |
| Camille Roy                 |          | 1906-1908 |
| Joseph-Évariste Prince      |          | 1908-1910 |
| Paul-Eugène Roy             |          | 1910-1912 |
| Adjutor Rivard              |          | 1912-1914 |
| P.-Calixte Dagneau          |          | 1914-1916 |
| Antonio Huot                |          | 1916-1918 |
| Arthur Vallée               |          | 1918-1920 |
| Adolphe Garneau             |          | 1920-1922 |
| Cyrille-Fraser Delâge       |          | 1922-1924 |
| Arthur Maheux               |          | 1924-1926 |
| Adjutor Rivard              |          | 1926-1927 |
| Antonio Langlais            |          | 1927-1928 |
| Aimé Labrie                 |          | 1928-1930 |
| P.-Calixte Dagneau          |          | 1930-1931 |
| Cyrille Gagnon              |          | 1931-1933 |
| A. Morisset                 |          | 1933-1935 |
| R. Benoît                   |          | 1935-1936 |
| Camille Roy                 |          | 1936-1937 |
| Arthur Vallée               |          | 1937-1939 |
| Antonio Langlais            |          | 1939-1940 |
| Aimé Labrie                 |          | 1940-1942 |
| Adrien Pouliot              |          | 1942-1944 |
| Arthur Maheux               |          | 1944-1947 |
| Antonio Langlais            |          | 1947-1948 |
| Luc Lacourcière             |          | 1948-1949 |
| L. Talbot                   |          | 1949-1951 |
| Félix-Antoine Savard        |          | 1952-1955 |
| Gaston Dulong               |          | 1955-1961 |
| Jean-Denis Gendron          |          | 1961-1962 |